# José María Ponce Solís
José María Ponce Solís (Izamal, Yucatán 1840 – Mérida, Yucatán 1913) fue un empresario, industrial, hacendado y político mexicano que fue fundador y primer presidente del consejo de administración de La Cervecería Yucateca, S.A.
Ponce Solís fundó una familia empresarial que “extiende sus raíces a lo largo de cinco generaciones.” Bajo la administración de su hijo, Manuel Ponce Cámara, la cervecería llegaría a producir marcas de renombre internacional como son la cerveza Montejo, León Negra y Carta Clara. En 1980, los sucesores de Ponce Cámara vendieron la cervecería a Grupo Modelo (hoy día parte de Anheuser-Busch InBev).
En el terreno político, fue presidente municipal de Mérida entre 1900 y 1902. Miembro del Partido Conservador, fue cercano al general Francisco Cantón Rosado. En el terreno empresarial se convirtió en uno de los más destacados integrantes de la oligarquía yucateca del porfiriato, conocidos como la “casta divina” o los “cincuenta reyes del henequén.”  Incursionó en la industria henequenera principalmente como intermediario, aunque mantuvo la Hacienda Cacao que realizaba actividades de producción. Los intereses empresariales de Ponce Solís abarcaron varios sectores:  representó a navieras transatlánticas, administró una fábrica de dulces y chocolates, representó a compañías de seguros y fundó El Polo Norte. Sus familiares, junto con la familia Vales, adquirieron de la familia Pino los derecho de distribuir la Coca Cola en la península de Yucatán.

## Biografía

### Orígenes

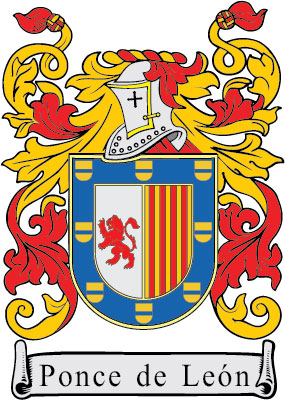
Escudo heráldico de la familia Ponce de León

José María Ponce de León y Solís nació en Izamal, Yucatán, en 1840, hijo de don Manuel Ponce de León y Marín, un hacendado, y Laureana Solís. José María fue hijo único de este que fue el segundo matrimonio de su padre; Manuel había sido casado antes con Pilar Contreras naciendo de esta unión cuatro vástagos: Mateo, José, Pilar y Rosalía. 
Su media hermana, Pilar Ponce Contreras, se casó con Felipe Navarrete Moreno, que había sido gobernador de Yucatán durante el segundo imperio mexicano.
La familia Ponce de León era descendiente de Juan Ponce de León y Figueroa, el explorador y conquistador español que fue primer gobernante de Puerto Rico y descubridor de la Florida.

### Matrimonio y descendencia
El 16 de agosto de 1861, contrajo nupcias con Manuela Crescencia Cámara Luján, hija de Nicolás de la Cámara y Castillo y Evarista Luján Domínguez. La familia de la Cámara era una conocida familia de propietarios de haciendas que descendían de Juan de la Cámara, un hidalgo y conquistador español, que había llegado al Nuevo Mundo de la mano de Francisco de Montejo durante la Conquista de Yucatán en el siglo XVI. Su hermano político fue Raymundo Cámara Luján, hacendado y empresario que fue socio de Ponce Solís en varios negocios.
El matrimonio Ponce Cámara tuvo prolifera descendencia: once hijos les sobrevivieron: entre ellos, se distinguen Fernando; Manuel y Arturo Ponce Cámara, los tres ejecutivos de la Cervecería Yucateca, S.A. Sus descendientes continúan siendo exitosos empresarios aún en la quinta generación.
Cabe destacarse que una de sus hijas, María del Pilar Ponce Cámara se casó en 1892 con Serapio Rendón, un destacado político de ideología maderista.
Asimismo, Fernando Ponce Alonzo, nieto de Ponce Solís (e hijo de Manuel), se casó con su prima María Pino Cámara, que era hija primogénita de María Cámara Vales y de José María Pino Suárez, vicepresidente de México entre 1911 y 1913.

### Trayectoria

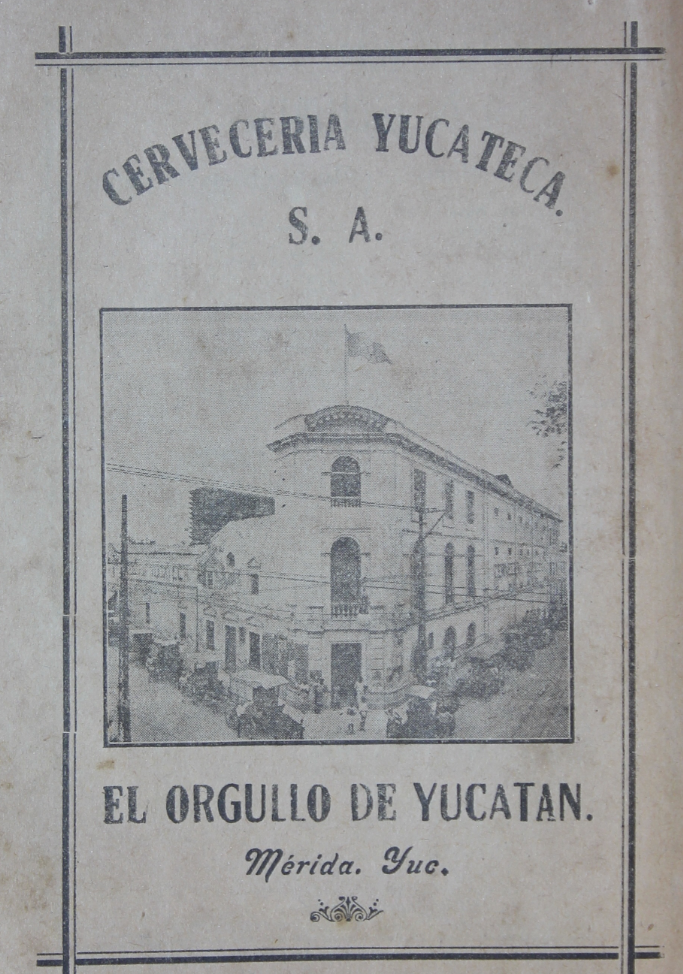
Ponce Solís fue el fundador de Cerveveria Yucateca SA

Ponce Solís inició actividades comerciales con Evarista Luján Domínguez, recién enviudada de Nicolás de la Cámara y Castillo, para fundar la lencería La Fidelidad. Con los ahorros de su trabajo, Ponce Solís adquirió la hacienda Cacao en Abalá, a las afueras de la ciudad de Mérida, que había sido sembrada con planteles de henequén. En la fecha de su adquisición, la hacienda contaba con dos raspadoras de pencas de henequén y una máquina de vapor de seis caballos para procesar su producción. Al paso del tiempo, adquirió también las haciendas Ochil y Nabulá, en el mismo municipio de Abalá.
En su juventud, Ponce fue un gran entusiasta del proyecto de puerto de Progreso, siendo uno de los primeros en adquirir lotes alrededor de la Plaza Principal del puerto, motivo por el cual aparece como uno de los primeros vecinos del puerto.
Católico practicante y de ideología conservadora, Ponce Solís fue cercano a la camarilla del general Francisco Cantón Rosado, llegando a ser su principal operador político. Cantón Rosado, pese a haber apoyado militarmente el segundo imperio mexicano encabezado por el emperador Maximiliano de Habsburgo, llegó a ocupar la gubernatura de Yucatán a fines del siglo XIX. Durante parte del cuatrienio del gobernador Cantón Rosado, Ponce Solís fue presidente municipal de Mérida. Durante este periodo se estrecharon significativamente los lazos entre la Iglesia y el Estado. Llegó a decirse que el movimiento conservador en Yucatán era encabezado “en lo político y militar por Cantón, y, en lo económico, por los intereses de Ponce Solís, ‘capitalista del grupo’.”
En 1880, el grupo de Cantón obtuvo la concesión para explotar la línea de ferrocarril Mérida – Valladolid, el primer proyecto ferroviario en la entidad. Ponce Solís fue uno de los personajes que financió al general Francisco Cantón Rosado en la construcción de este tramo, estando así en los movimientos de vanguardia económica de Yucatán.
Ponce Solís, en sociedad con su cuñado Raymundo Cámara Luján, fundó la casa José Ma. Ponce y Cía., firma que a fines del siglo XIX llegó a ser una de las principales exportadoras de henequén, llegando a exportar el 16% de pacas de fibra en 1898, solo por detrás de las firmas de Olegario Molina y Eusebio Escalante. Su participación en la industria henequenera no se concentró en la producción sino en la exportación de la fibra que era la parte más rentable. No obstante, también produjo fibra en su finca, la Hacienda Cacao.

Algunas fuentes han incluido a Ponce Solís entre los oligarcas que controlaban la industria del henequén durante el Porfiriato (conocidos como la “casta divina” o los “cincuenta reyes del henequén.”):
“Entre 1880 y 1915 en la entidad había cerca de 1000 haciendas henequeneras, de las cuales 850 contaban con plantas desfibradoras y empacadoras, en manos de aproximadamente 400 familias. Pero un grupo de 20 o 30, que concentraba la propiedad de la tierra, era capaz de producir 50% del henequén, de controlar cerca de 90% de su comercio, de dirigir, desde luego, los destinos políticos regionales; en otras palabras, conformaba una oligarquía. Entre sus más destacados integrantes de encontraban Eusebio Escalante Castillo, Eusebio Escalante Bates, Carlos Peón Machado, Pedro Peón Contreras, Leandro León Ayala, Raymundo Cámara Luján, José María Ponce Solís, Enrique Muñoz Arístegui, Olegario Molina Solís y Avelino Montes."
Sin embargo, como señala Dulce María Sauri, Ponce Solís se diferenció de otros oligarcas al saber diversificar sus intereses empresariales más allá del henequén:
“A lo largo de 150 años, la familia Ponce se mantuvo cerca del henequén sin que haya sido capturada en forma exclusiva por éste, tal como sucedió con otras familias empresariales yucatecas, herederas de los antiguos hacendados henequeneros. Su cabeza principal e iniciador del grupo familiar supo diversificar sus activos en plena etapa del auge de precios de la fibra en el mercado internacional, cuando aparentemente lo más indicado desde la perspectiva de las ganancias, era invertir en el fomento del agro-cultivo y su exportación a los mercados internacionales. Esta cierta distancia, que permitió a la familia Ponce beneficiarse del henequén sin necesariamente pagar los costos de su decadencia.” 
Para 1902, la situación política en el estado se complicaba; por capricho del dictador Porfirio Díaz, Cantón Rosado había sido sustituido en la gubernatura por Olegario Molina Solís, un audaz empresario y político de ideología liberal. Molina Solís no había nacido en las familias tradicionales de hacendados de Yucatán que tenían estrechos vínculos de parentesco entre sí y, en muchos casos, trazaban sus orígenes en la colonia. En su tiempo como gobernador de Yucatán y, posteriormente, como secretario de Fomento en el gobierno federal, Molina Solís haría uso del poder público y cercanía al dictador para intentar monopolizar la industria henequenera en detrimento de las familias tradicionales yucatecas. Esto afecto adversamente los intereses de Ponce Solís que se oponía ideológicamente a Molina Solís:
“La explicación posible de esta súbita desaparición combina elementos políticos y económicos. Por la parte política… concluyó el gobierno del general Cantón, quien fue sucedido por su adversario, Olegario Molina, primer gobernante civil del Porfiriato. La colaboración política entre el general Cantón y José María Ponce Solís se había extendido hasta la presidencia del cabildo de Mérida, que Ponce ejerció entre 1900 y 1902. Ese último año se había constituido la International Harvester, con la fusión de dieciséis empresas fabricantes de maquinaria agrícola y cordelerías de la Unión Americana, cuya consecuencia inmediata para Yucatán fue la conformación de un cuasi monopsonio para la fibra de henequén. El control del mercado henequenero se completó con el acuerdo secreto celebrado entre Olegario Molina (entonces gobernador, aunque formalmente separado de su empresa) y la International Harvester, en el sentido de mantener los precios de venta de la fibra deprimidos, a cambio de adquirir crecientes volúmenes del producto yucateco. La concentración del mercado se hizo sentir en 1904, cuando dos empresas, Arturo Pierce, representante de Henry W. Peabody & Co., y O. Molina y Cía. Sucrs., exportaron el 85 por ciento de las […] pacas de henequén” 
Pero, como hemos ya referido, Ponce Solís no se concentró meramente en la industria henequenera: incursión en la industria fabricando hielo, chocolate y dulces, hasta que hace la que sería su obra maestra: la célebre Cervecería Yucateca. Fundada en 1900, con maquinaria extranjera y con el apoyo de E. Bannersfeld, un maestro cervecero alemán, que contribuyó a establecer la bien lograda calidad de las cervezas. En sus inicios, la Cervecería producía 300 cajas diarias con 24 botellas cada una. Ponce Solís asumió la presidencia del consejo de administración mientras que su hijo, Manuel Ponce Cámara, asumió la dirección general.
Administrada por sus descendientes, la Cervecería Yucateca llegó a producir algunas marcas icónicas de cerveza que se vendieron en todo el mundo como son: Montejo, León Negra y Carta Clara. Para incrementar los recursos invertidos en la Cervecería, con los años los descendientes de Ponce Solís vendieron muchos de sus otros negocios a la familia Vales, descendientes de Agustín Vales Castillo. La cervecería permaneció en manos de la familia Ponce hasta 1980, que sus descendientes la venden a Grupo Modelo  (hoy día parte de Anheuser Busch InBev). 
En sociedad con la familia Vales, sus sucesores también adquirieron los derechos de distribuir la Coca-Cola en la península de Yucatán de los familia Pino.
Ponce Solís murió en Mérida, Yucatán en 1913 a los setenta y tres años.